# Capistrello
Capistrello (Capistreljjo in dialetto marsicano) è un comune italiano di 4 651 abitanti della provincia dell'Aquila, in Abruzzo.

## Geografia fisica
Geograficamente è situato al confine della valle Roveto con i piani Palentini e la piana del Fucino, lungo un asse che mette in comunicazione il versante tirrenico con l'area marsicana, attraverso la strada statale 690 Avezzano-Sora, la strada statale 82 della Valle del Liri e la ferrovia Avezzano-Roccasecca. Il paese è collocato nei pressi di un passo che divide in due l'alta valle del Liri; a nord del territorio comunale sono situati i piani Palentini e la valle di Nerfa, a sud la valle Roveto. A ovest, oltre l'altopiano della Renga e la piana di Colle Mozzone, il passo Serra Sant'Antonio mette in comunicazione il territorio comunale con quello limitrofo di Filettino.

### Territorio

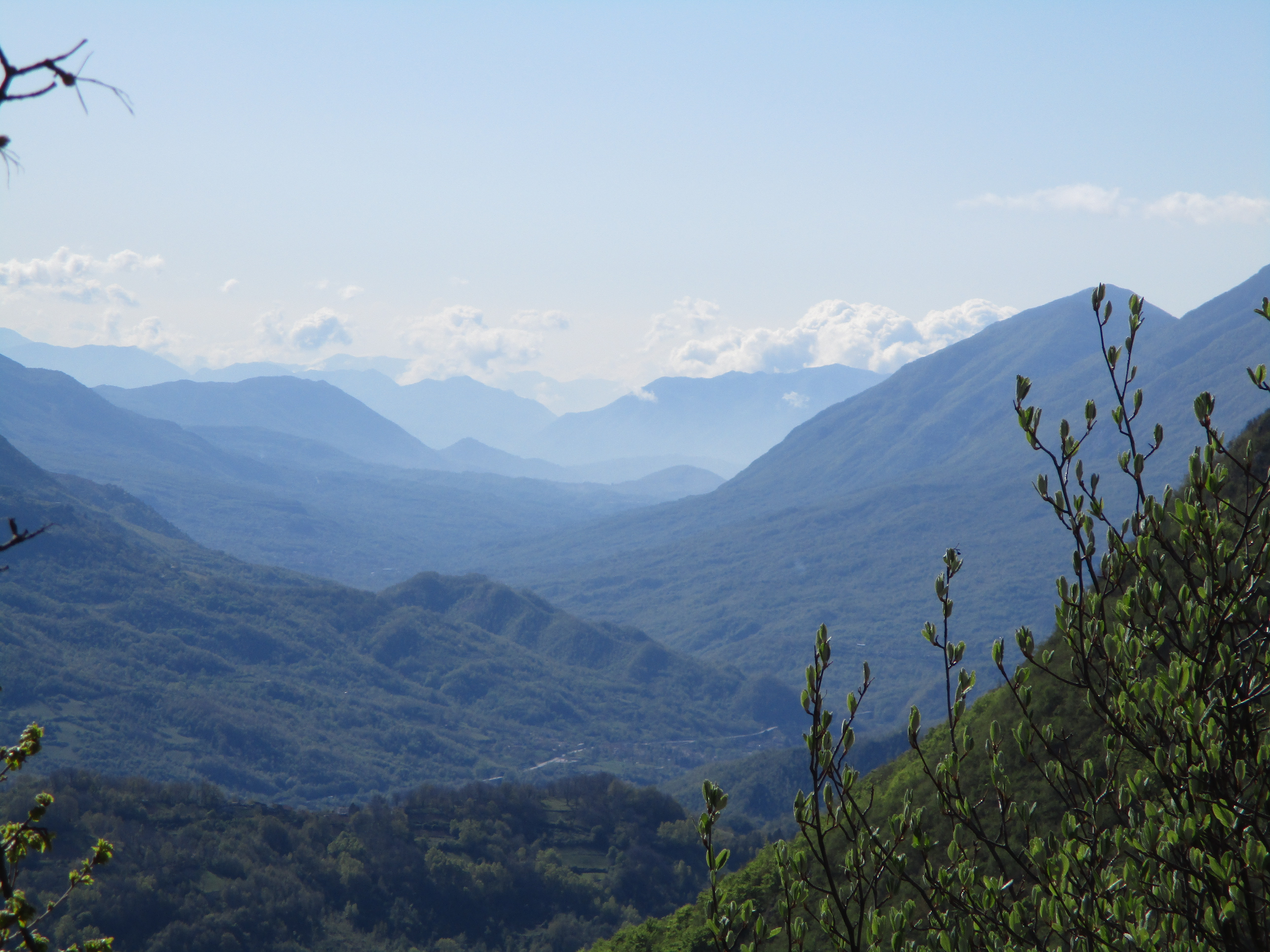
La valle Roveto

La posizione geografica ha una conformazione particolare visto che si sviluppa lungo una strettoia compresa tra la delimitazione della catena dei monti Ernici-Simbruini a nord, tra l'alta valle del fiume Liri e la dorsale montuosa che la separa dalla piana del Fucino.
Il nucleo urbano di Capistrello è adagiato sul versante meridionale del monte Arezzo, alle pendici della Punta di Ferro a 734 m s.l.m. Il territorio comunale ricade tra i piani Palentini e il versante abruzzese dei monti Simbruini e Càntari lungo la valle del Liri, dove scorre per circa 120 chilometri l'omonimo fiume. Nei pressi di Giunture nel comune di Sant'Apollinare (FR), nel punto in cui riceve le acque del fiume Gari, prende il nome di Garigliano andando poi a sfociare nel mar Tirreno dal golfo di Gaeta.
Il suo territorio confina con i territori comunali di Avezzano, Canistro, Castellafiume, Filettino, Luco dei Marsi, Scurcola Marsicana e Tagliacozzo. Il monte Salviano, la cui altitudine supera i 1000 m s.l.m., separa Capistrello dalla città di Avezzano. Sulla sommità del monte si trovano il santuario dedicato alla Madonna di Pietraquaria e il convento dei frati cappuccini.
Sul versante avezzanese della montagna è stata istituita dal 1999 l'omonima riserva naturale.
Dal territorio capistrellano ha inizio la Serra Lunga, un gruppo montuoso che scende in direzione sud-est fino al valico di Forca d'Acero, nel cuore del parco nazionale d'Abruzzo, Lazio e Molise, separando la Vallelonga dalla valle Roveto, la quale comincia geograficamente dalla frazione di Pescocanale.

### Clima
Capistrello è caratterizzata da inverni freddi ed estati miti, con medie delle temperature minime piuttosto basse durante tutti i mesi dell'anno. La temperatura media annua infatti è di 10,5 °C con una media di 91 gelate annue. Il mese più freddo è gennaio con una media di 2,3 °C e i più caldi sono a pari merito luglio e agosto con 20,0 °C.
La temperatura massima più alta mai registrata a Capistrello da una stazione meteorologica ufficiale è di 42,0 °C, mentre la più bassa mai registrata è di −20,0 °C. Il paese, come buona parte della Marsica, è infatti soggetto a intense gelate in occasione di irruzioni di aria fredda. La piovosità storica è di circa 1091,3 mm annui distribuiti in 95 giorni con precipitazioni.
La stagione più piovosa è l'autunno, seguito dall'inverno e dalla primavera, quando possono verificarsi copiose nevicate, mentre d'estate cadono mediamente 125 mm di pioggia in 15 giorni piovosi.

## Origini del nome
Sull'origine del nome non ci sono certezze, tuttavia diverse sono le supposizioni etimologiche. Tra queste il toponimo Capistrellum deriverebbe dal termine latino capisterium ("vassoio" per mondare il grano). Secondo un'antica leggenda il nome deriverebbe dall'espressione latina, riportata nello stemma municipale, Caput Castrorum, ovvero "capo degli accampamenti" di epoca romana. Stando a un'altra ipotesi deriverebbe dal termine latino Capistrum, ossia "cavezza", termine derivato dalla posizione geografica del centro situato nei pressi della stretta, ovvero dell'imbocco della valle Roveto.

## Storia

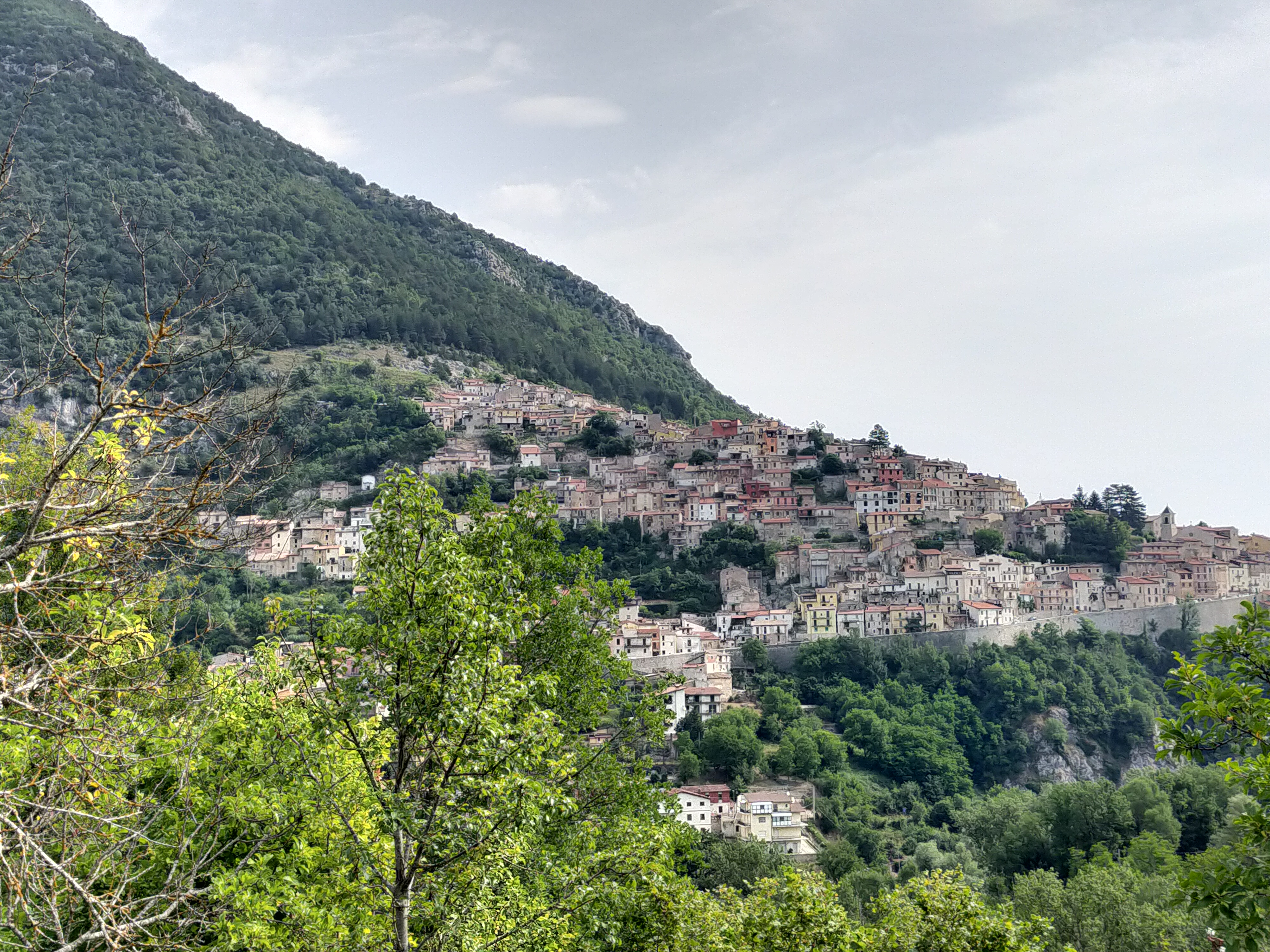
Veduta del borgo antico

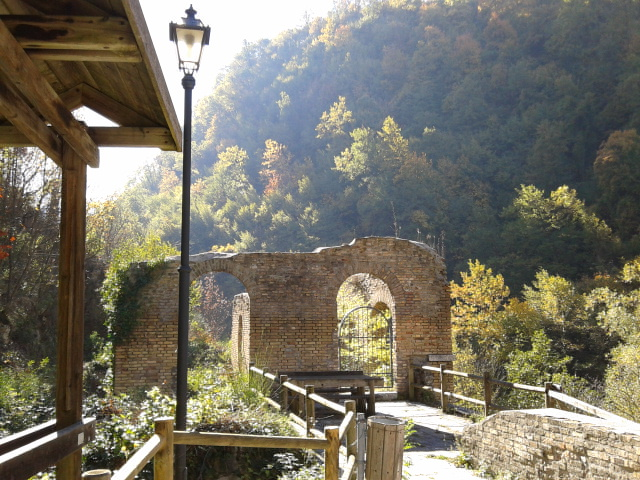
Ruderi dell'officina idroelettrica "Casa Torlonia"

### Origini
Nell'area ci sono alcuni insediamenti risalenti all'età dei metalli come le grotte Cola I e Cola II presso Petrella Liri (scoperte nel 1877 dall'antropologo Giustiniano Nicolucci ed esaminate nel 1965 dall'archeologo Antonio Mario Radmilli) e l'insediamento preistorico di Le Fosse nel comune di Civitella Roveto.
La presenza dell'uomo nella Marsica è databile già al Paleolitico inferiore, considerando anche il ritrovamento di schegge laminari di tipo proto-levalloisiano avvenuto a poca distanza dal centro urbano di Capistrello. Nel Paleolitico medio (circa 150 000 anni fa), è certa la presenza in questi luoghi dei cacciatori neanderthaliani che, provenendo dalla costa tirrenica, si inoltravano sino alla zona lacustre del Fucino alla ricerca di cibo. Numerose sono anche le testimonianze della presenza umana, durante il Paleolitico medio, nella valle del Liri. L'insediamento di Le Fosse di Civitella Roveto risale invece all'età del bronzo. Tornato alla luce durante alcuni scavi per la costruzione di una cava, veniva probabilmente utilizzato da una comunità pastorale dell'appennino centrale che stanziò intorno al lago Fucino per praticare una transumanza di tipo stagionale.
L'età del bronzo segnò di certo il consolidamento di alcune forme di potere all'interno dell'insediamento che, dunque, appare stabile ed organizzato: nelle sepolture marsicane di questo periodo alcune armi in bronzo ed utensili ad impasto sono stati rinvenuti presso l'antico insediamento di Civita di Fossa Rotonda nei pressi di Capistrello. I reperti sono conservati nel museo universitario di Chieti.

### Età romana

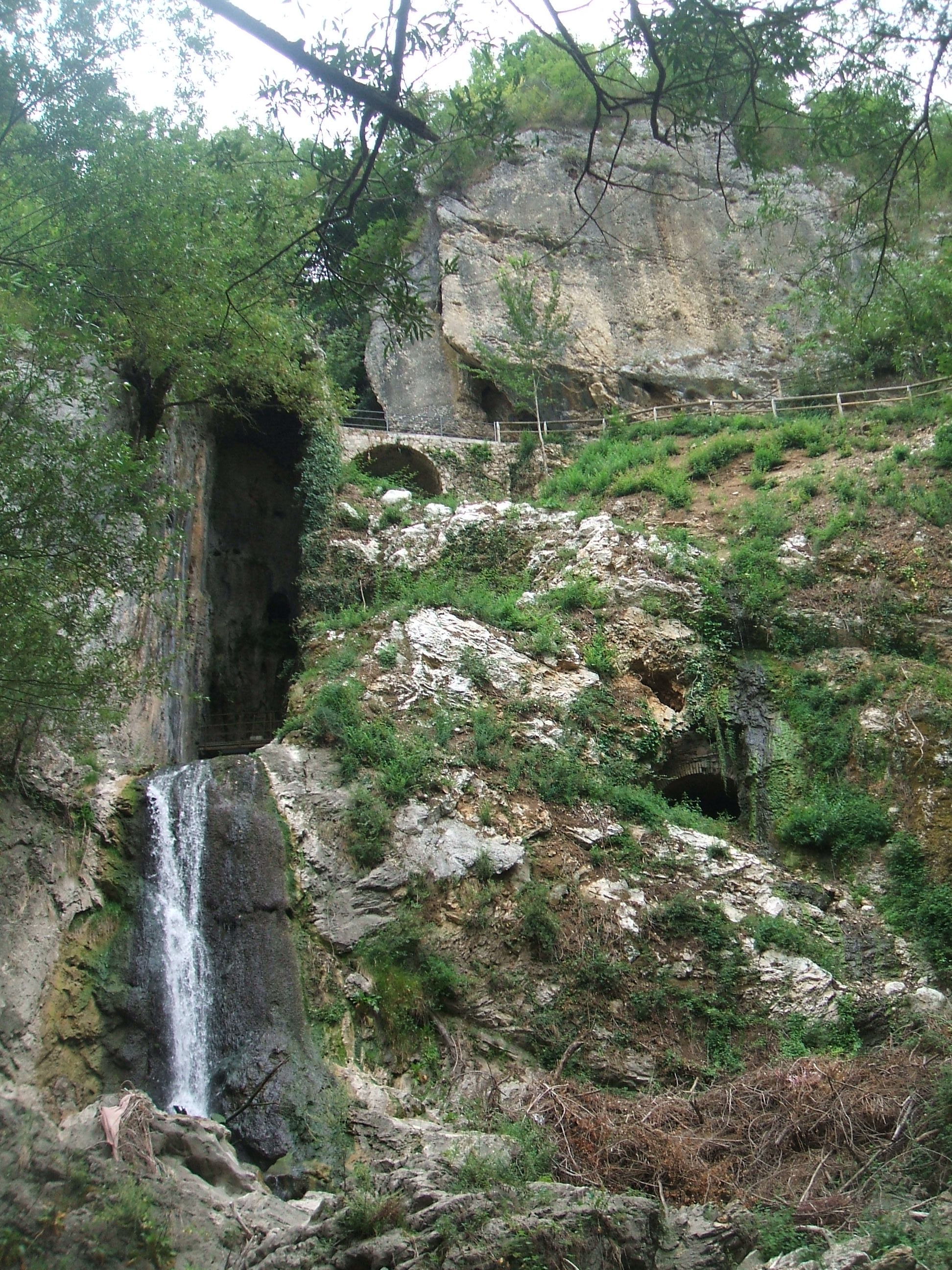
Sbocco dell'emissario di Claudio

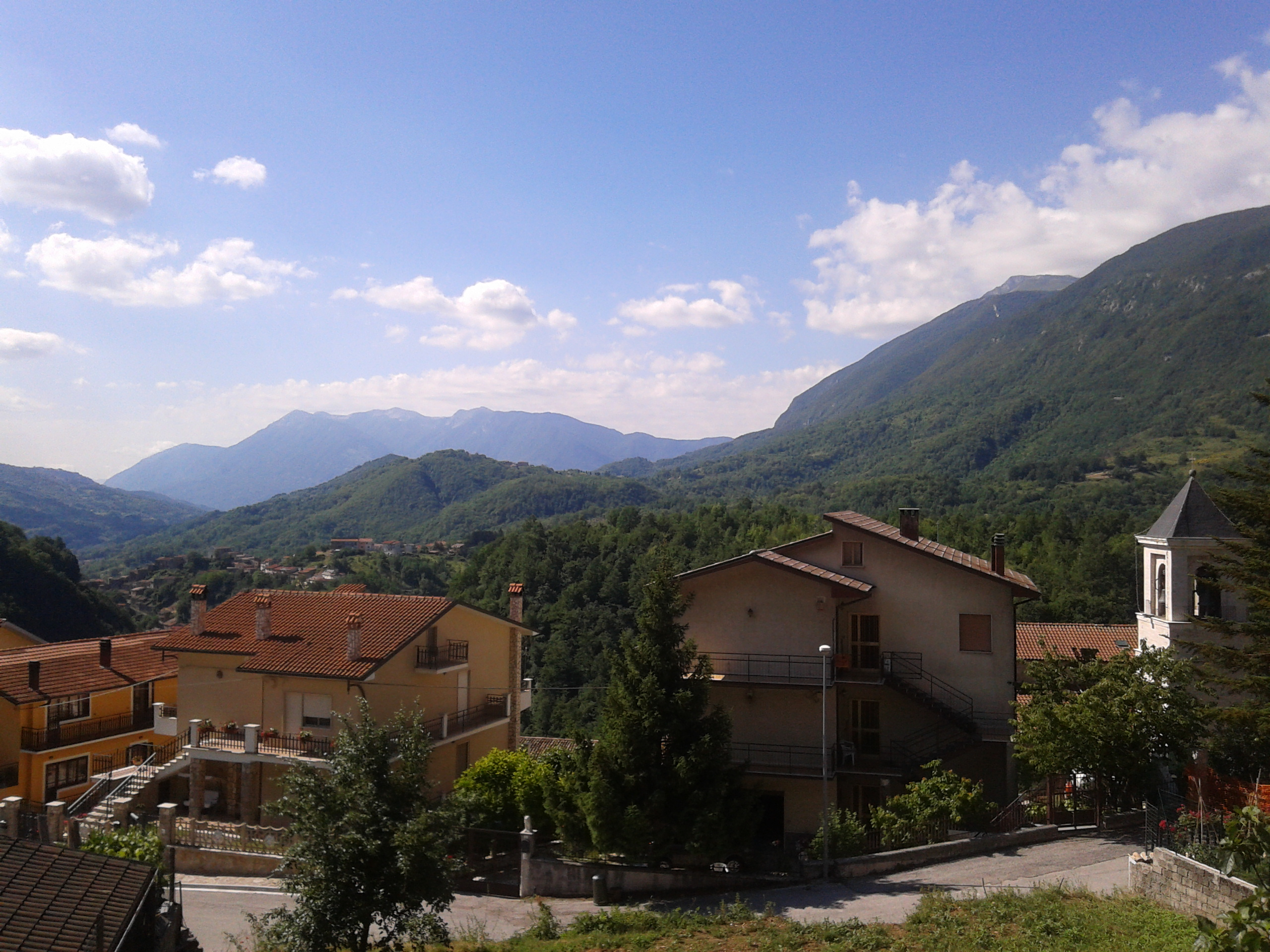
Valle Roveto vista dal borgo antico

A Capistrello c'è lo sbocco dell'emissario di Claudio, realizzato tra il 41 e il 52 d.C. dall'imperatore Claudio, che rappresenta un'opera di ingegneria idraulica di eccezionale importanza, ritenuta una tra le più grandiose imprese di ingegneria idraulica di tutti i tempi.
L'opera, che riveste interesse storico, naturalistico e archeologico, permise di far defluire le acque del lago Fucino nel fiume Liri per prosciugare e bonificare la conca marsicana e ottimizzare le produzioni agricole. I lavori, durati 11 anni, impegnarono circa 25.000 schiavi; iniziati nel 41 d.C., terminarono verso la metà del 52 d.C. In seguito alla caduta dell'Impero romano d'Occidente seguì un periodo di decadenza dell'opera, con la conseguente mancanza di manutenzione e la sospensione dei lavori di ulteriore scavo del canale che riceveva le acque. L'emissario inevitabilmente si ostruì, probabilmente anche a causa di un grave terremoto avvenuto nel 508 d.C., tanto che il lago Fucino ben presto tornò ai suoi originari livelli.

### Medioevo
Feudo dei conti dei Marsi Simone e Crescenzio, nel XII secolo, Capistrello divenne sede dell'esattore della gabella del passo. La cittadina ricoprì, dunque, un ruolo centrale, in tutta la valle Roveto, favorito soprattutto dalla presenza in epoca medievale dell'unica strada che collegava la Marsica con Napoli, passando per Sora e Cassino.
Del XII secolo è una menzione della chiesa di San Pietro.
Il territorio ricade nel settore meridionale dei piani Palentini, teatro il 23 agosto 1268 della battaglia di Tagliacozzo combattuta tra i ghibellini sostenitori di Corradino di Svevia e le truppe angioine di Carlo I d'Angiò. Questa battaglia, citata anche da Dante Alighieri nella Divina Commedia (Inferno, XXVIII canto, vv. 16-18), rappresentò l'ultimo atto della potenza sveva in Italia.
Nel XIII secolo ci furono dei vani tentativi di restauro dei cunicoli di Claudio condotti dall'imperatore Federico II di Svevia.
In seguito ci fu anche un altro tentativo, quello del principe Filippo I Colonna che con il consenso e l'aiuto di diversi comuni ripuari, tentò di riattivare emissario e cunicoli per prosciugare il bacino fucense. I lavori non ebbero inizio per motivi economici.

### Età contemporanea
Tra la seconda metà del Settecento e la prima dell'Ottocento il territorio di Capistrello fu una delle mete degli aristocratici europei del Grand Tour come Henry Swinburne, Richard Colt Hoare, Keppel Richard Craven e Edward Lear.
Con l'invasione dei francesi nel meridione d'Italia, Capistrello fu coinvolta negli avvenimenti legati al brigantaggio. La gendarmeria proveniente da Avezzano, infatti, si precipitò alla frontiera capistrellana per cercare di respingere l'offensiva. E fu ancora nella zona di Capistrello che operarono le bande sanfediste di Ermenegildo Piccioli, di padre Domizio Iacobucci e di Michele Pezza, duca di Cassano soprannominato "Fra Diavolo", tallonate dai soldati del generale francese Jean-Baptiste Cavaignac.
Nell'Ottocento la cittadina fu visitata per ben due volte da un sovrano: nel 1807 da Giuseppe Bonaparte e nel 1832 da Ferdinando II, venuti ad osservare lo sbocco dell'emissario claudiano.

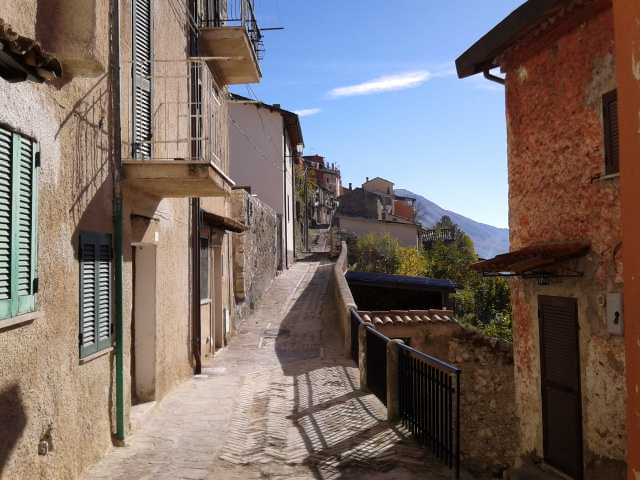
Scorcio fotografico del borgo antico

Qualche anno dopo l'inaugurazione della strada Avezzano-Sora tutta la zona fu martoriata dagli scontri tra briganti, le truppe borboniche e i soldati piemontesi.
Furono le giornate della fine dell'ottobre 1860 per la valle Roveto e per la Marsica le più terribili di quell'anno, carico di avvenimenti. Dopo la sconfitta subita sul valico molisano del Macerone dall'esercito delle Due Sicilie, guidato da Luigi Scotti Douglas, a opera di Enrico Cialdini, comandante delle truppe piemontesi, subentrò la certezza della fine dei Borboni e, di fatto, della compromissione delle sorti militari del Regno delle Due Sicilie. Caddero così le speranze dei legittimisti e degli antiunitari in lotta contro l'esercito piemontese. Nel 1861 venne ufficializzata l'Unità d'Italia.
Il prosciugamento totale del lago Fucino divenne realtà grazie al principe Alessandro Torlonia, il 9 agosto 1862, quando avvenne l'apertura delle saracinesche benedette dal vescovo dei Marsi. Le acque del lago defluirono attraverso l'emissario nel fiume Liri allo sbocco del monte Salviano. Solo il 1º ottobre 1878 gli ingegneri del Genio civile, Basilari e Bertocchi, dichiararono ufficialmente "la grande opera di prosciugamento del Fucino ultimata". Con la realizzazione di numerose cave che fornirono i materiali necessari per riattivare l'emissario ipogeo, i cunicoli, l'incile e altre opere, tra gli uomini che abitavano nel territorio capistrellano iniziò a diffondersi il mestiere del minatore. La generazione dei minatori di Capistrello fu impegnata, tra la fine dell'Ottocento e il Novecento, in numerose opere come la galleria elicoidale della valle Roveto, il traforo del Gran San Bernardo, il traforo del Monte Bianco. Nella miniera di carbone Bois du Cazier di Marcinelle, in Belgio, avvenne l'omonimo disastro che causò numerose vittime abruzzesi.
Alle ore 7:52:48 (dato dell'INGV) del 13 gennaio 1915 anche Capistrello fu gravemente danneggiato dal terremoto della Marsica di magnitudo 7.0 della scala Richter (XI della scala Mercalli) che uccise 93 persone nel comune. Nel resto della Marsica molto più gravi furono le perdite, oltre 30.000 morti su una popolazione di circa 120 000 unità. Il terremoto causò centinaia di vittime e danni ingenti anche in diverse province del centro Italia.

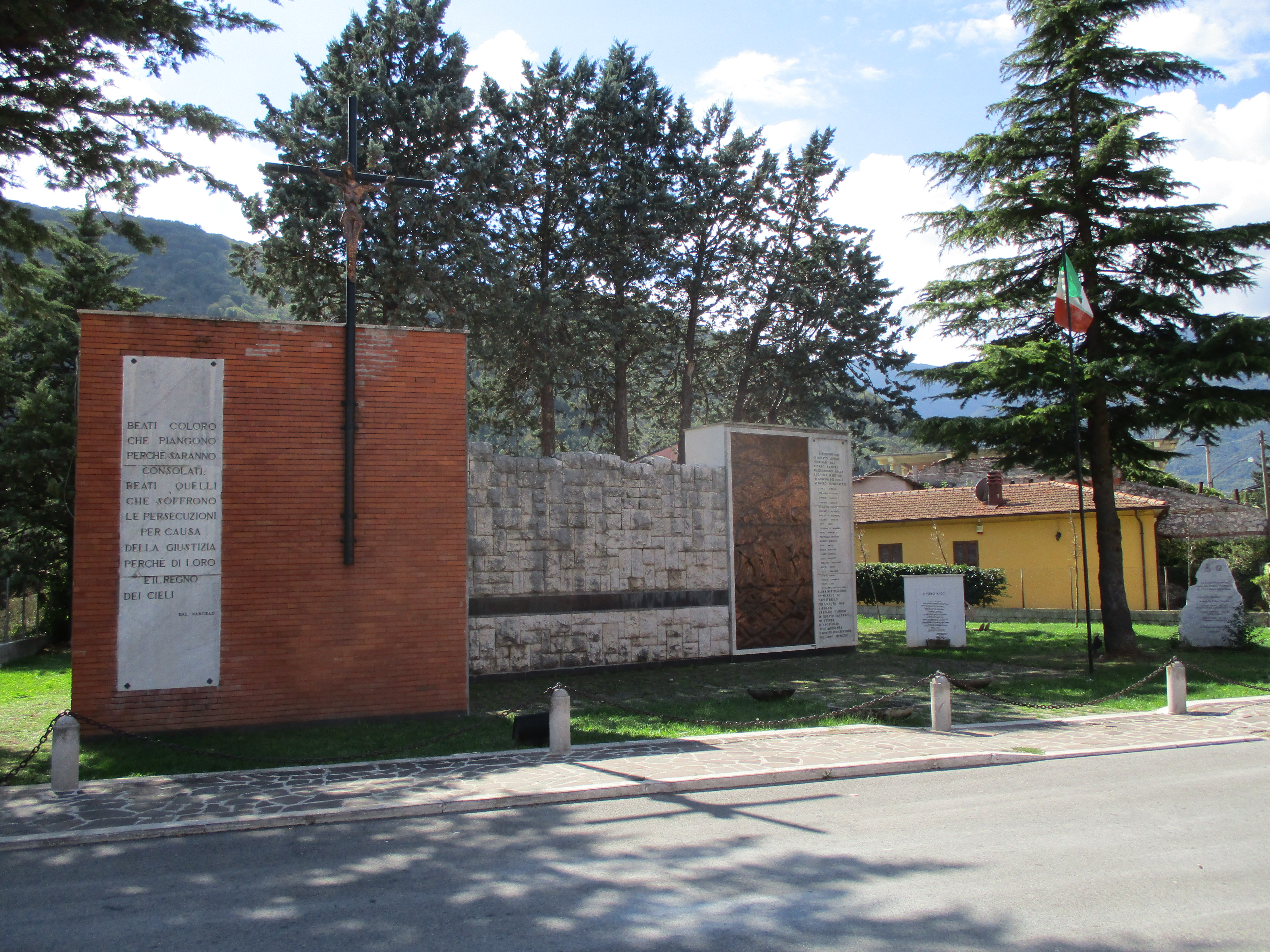
Sacrario dei 33 martiri di Capistrello

Il comune marsicano subì durante la seconda guerra mondiale le rappresaglie naziste. La prima tragica vicenda dell'eccidio di Capistrello avvenne il 20 marzo 1944, quando Piero Masci, un giovane diciottenne del luogo, prima di essere fucilato fu barbaramente seviziato dai tedeschi. Alcune settimane dopo, il 4 giugno, oltre trenta pastori fuggiti sul monte Salviano con il loro bestiame per scampare alle atrocità della guerra vennero catturati, imprigionati e poi fucilati per ritorsione nel piazzale della stazione. A cominciare dal 1996 il giornalista Franco Giustolisi, attraverso l'inchiesta successivamente denominata Armadio della vergogna, denunciò l'esistenza di centinaia di fascicoli d'inchiesta e documenti legati ai crimini di guerra dei nazifascisti fino ad allora nascosti e insabbiati.
Il 25 maggio 2004, il Presidente della Repubblica Italiana Carlo Azeglio Ciampi insignì il comune di Capistrello della medaglia d'oro al merito civile.

### Simboli
Lo stemma e il gonfalone sono stati concessi con decreto del presidente della Repubblica del 7 agosto 1992.
Nello stemma sono raffigurati un castello formato da due corpi e due torri su altrettante rupi, in onore della tradizione che fa derivare il toponimo dal latino Caput Castrorum, ovvero "capitale degli accampamenti".
Il gonfalone è un drappo partito di verde e di rosso.

## Monumenti e luoghi d'interesse

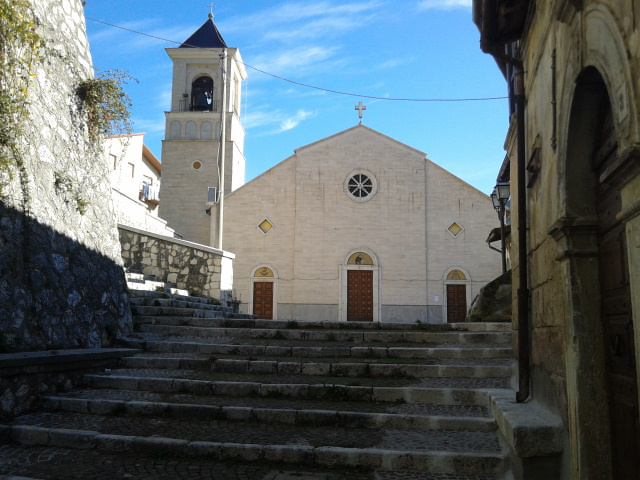
Chiesa di Sant'Antonio di Padova

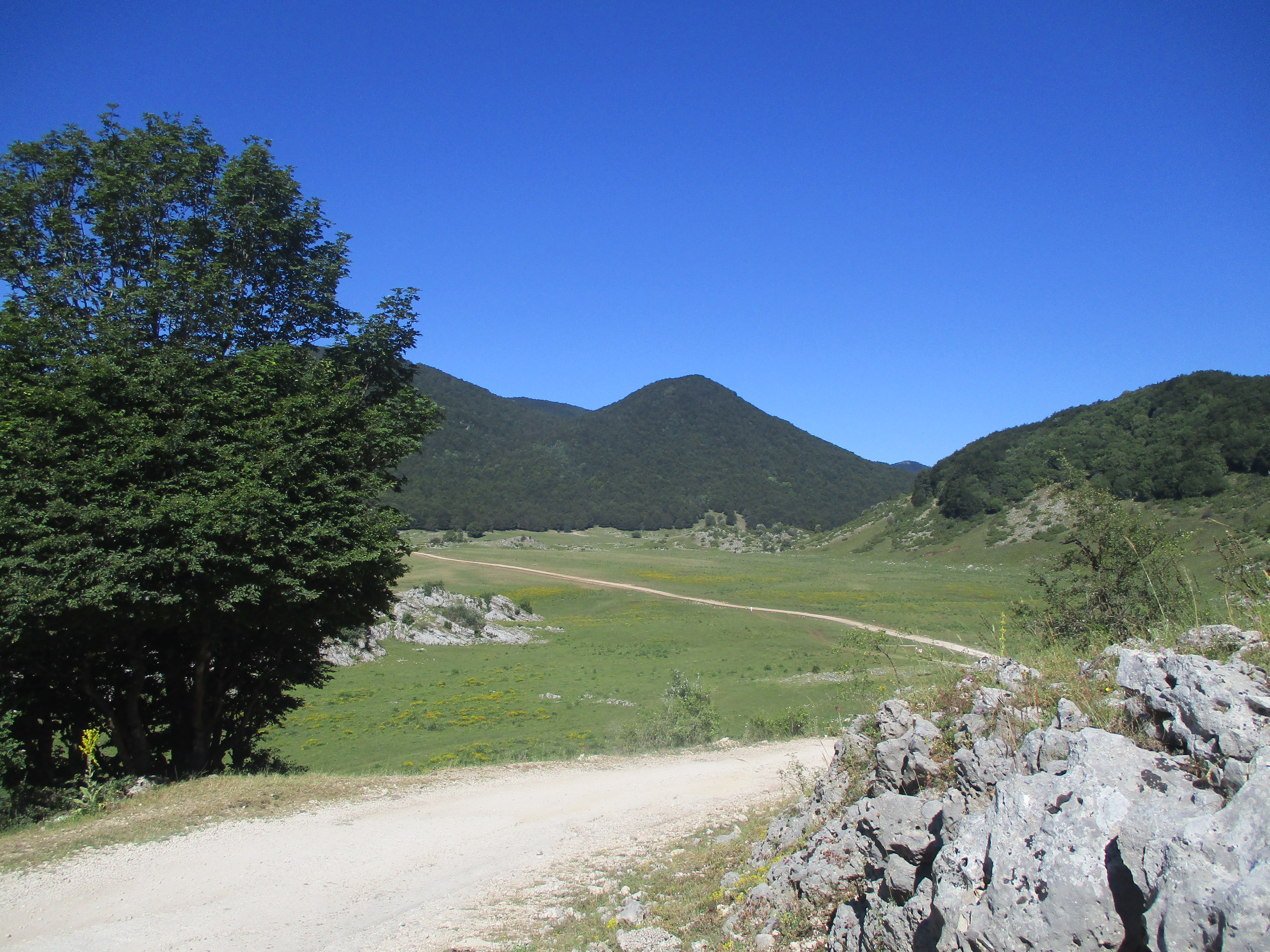
Altopiano della Renga

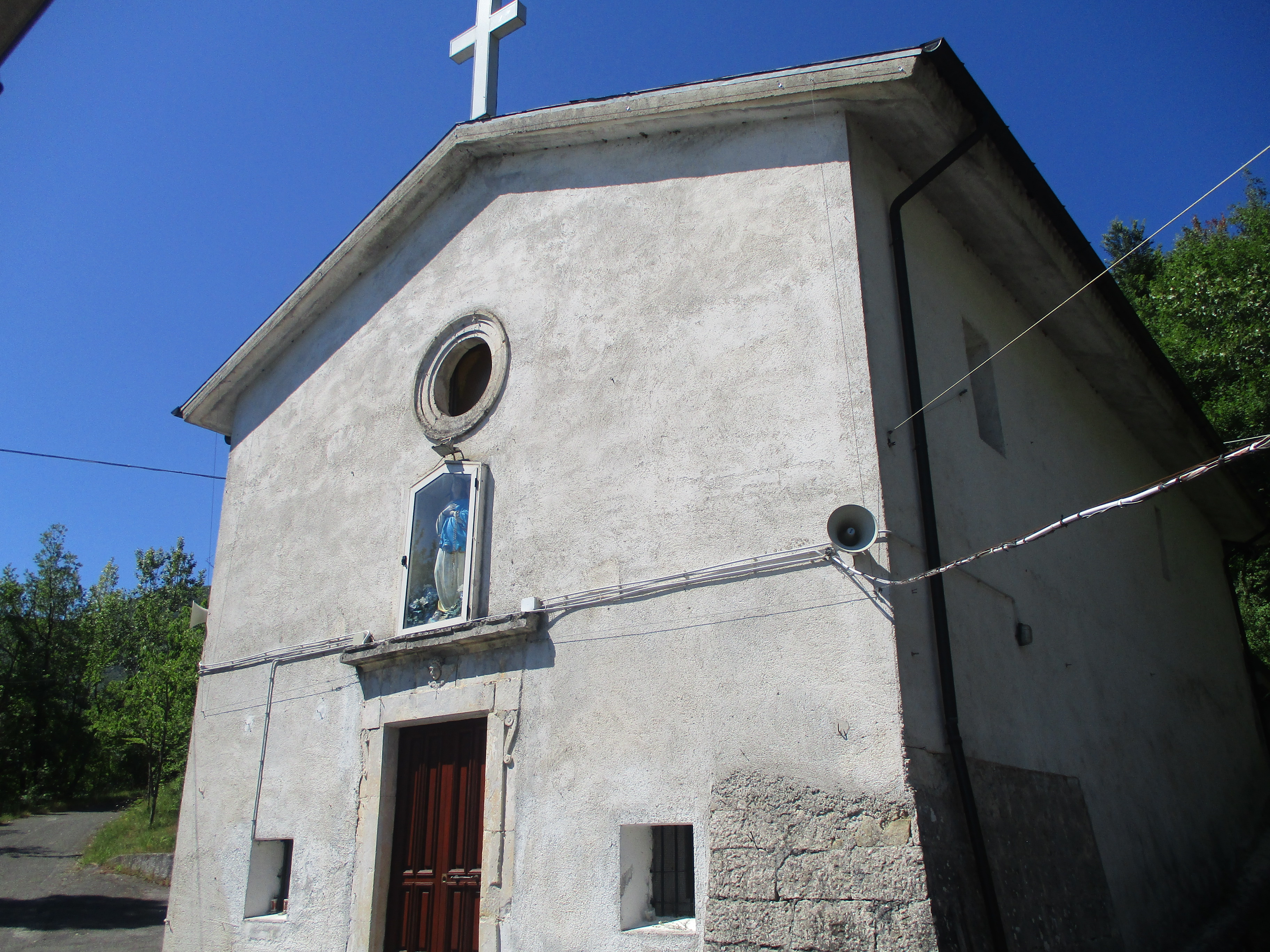
Chiesetta della Madonna della Contra

(Emma Pomilio)

### Architetture religiose
Chiesa di Sant'Antonio di PadovaLa chiesa, risalente al XII secolo, è citata tra i possedimenti della diocesi dei Marsi nella bolla pontificia del 1115 di Papa Pasquale II. Originariamente dedicata a san Pietro fu distrutta a causa del terremoto della Marsica del 1915. Ricostruita a cominciare dagli anni trenta, fu aperta al culto nel 1938.
- Chiesa della Madonna della Contra, piccolo edificio di culto a navata unica con facciata seicentesca rimaneggiata dopo il sisma del 1915. Esternamente una nicchia della chiesa rurale ospita la statua di santa Maria Assunta[30].
- Chiesa di Santa Barbara, piccola chiesa risalente al XVIII secolo[30].
- Chiesa di San Giuseppe, edificio di culto moderno edificato nel 1962[30].
- Eremo di Santa Maria del Monte, situato a circa 1220 m s.l.m. sul crinale del monte Arezzo. Durante il Medioevo il romitorio dipese dall'abbazia di Farfa[31][32].

### Architetture civili
- Palazzo Lusi: edificio con mura di cinta e torretta-rompitratta angolare con scarpata alla base, entrambe trecentesche[30].
- Ruderi dell'officina idroelettrica Casa Torlonia del XIX secolo[30].
- Galleria elicoidale, sistema di sette trafori che permette di superare un dislivello di circa 100 metri in 5 km di tracciato con una pendenza media del 20 per mille[33]. L'infrastruttura è situata in uno spazio angusto tra Capistrello e Pescocanale lungo la ferrovia Avezzano-Roccasecca. Venne realizzata tra la fine dell'Ottocento e il 1902[34].
- Acquedotto dell'Arunzo (Pinna Imperatoris[6]), canale sotterraneo ideato dal console Lucio Arrunzio e realizzato tra il 41 e il 54 d.C. nello stesso periodo della realizzazione dei cunicoli di Claudio alla base del monte Aurunzo tra Castellafiume e Corcumello[35][36].

### Architetture militari
- Castello De Ponte-Vetoli a Corcumello, edificio riadattato a residenza signorile, conserva affreschi cinquecenteschi, portale tardogotico, arcature quattrocentesche e torre sghemba duecentesca[37].
- Torri cilindriche del XV secolo della frazione di Corcumello[37].

### Monumenti
- Sacrario dei 33 martiri di Capistrello eretto nel 1963[38].
- Monumento ai caduti di tutte le guerre[38].
- Monumento ai caduti sul lavoro, la cui scultura è opera di Giuseppe Lustri, fu inaugurato il 4 dicembre 1976[39].
- Monumento agli alpini[38].
- Fontana di via Sallustio[40].
- Fonte Vecchia[38].

### Siti archeologici
Le tracce dei centri fortificati marsi si trovano in località Civita di Fossa Rotonda (1213 m s.l.m.) e Rotella di Collalto, nei pressi di Corcumello (868 m s.l.m.), non distante dal sottostante vicus di Grottella (750 m s.l.m.) e dall'area cultuale nota nel periodo medievale come Sant'Angelo in Cripta. Poco più in basso si trovano i resti del santuario di Valle Frigida (725 m s.l.m.) Sbocco sul fiume Liri dell'emissario di Claudio, opera d'ingegneria idraulica di epoca romana ampliata e resa pienamente funzionante nella seconda metà dell'Ottocento. Non distante è collocato l'affresco della Madonna della cascata. Di fronte allo sbocco dell'emissario era collocata l'area sacra di Colle Raso (739 m s.l.m.).
Ville rustiche di epoca imperiale e piccole necropoli erano collocate nei piani Palentini tra Corcumello e Cese nelle località di Castellani, Santa Marta, Sant'Agnese e Sant'Antimo. Nella località dove si trovano i ruderi della chiesa di Sant'Anatolia è emerso un fregio d'armi di epoca romana proveniente dall'area archeologica di Alba Fucens. Sul monte Girifalco, nei pressi del passo Pagliara-Corcumello, si trovano i ruderi della torre cintata dell'XI secolo e della fortezza medievale trecentesca. Nelle località Rotella della Macchietta (sommità del Collalto, 880 m s.l.m.) e Collescidio si trovano i resti delle torri d'avvistamento risalenti tra il X e il XII secolo. Le tracce dell'incastellamento medievale di Capistrellum sono collocate nel nucleo antico del rione di Ricetto.

### Aree naturali
- Fiume Liri.
- Monte Aurunzo (1455 m s.l.m.) e monte Arezzo (1279 m s.l.m.), siti di interesse comunitario dell'Abruzzo.
- Altopiano della Renga (1400 m s.l.m.)
- Colle Raso.
- Grotta delle Concarelle (detta anche Cratere dello Speco)[48].
- Parco fluviale Rianza a Pescocanale.
- Grotta di San Lorenzo a Corcumello.
- Passo Serra Sant'Antonio.
- Valle Roveto.

## Società

### Evoluzione demografica
Abitanti censiti

### Etnie e minoranze straniere
I cittadini stranieri residenti a Capistrello rilevati dall'Istat al 31 dicembre 2020 erano 252, pari circa al 5% della popolazione residente.

### Tradizioni e folclore

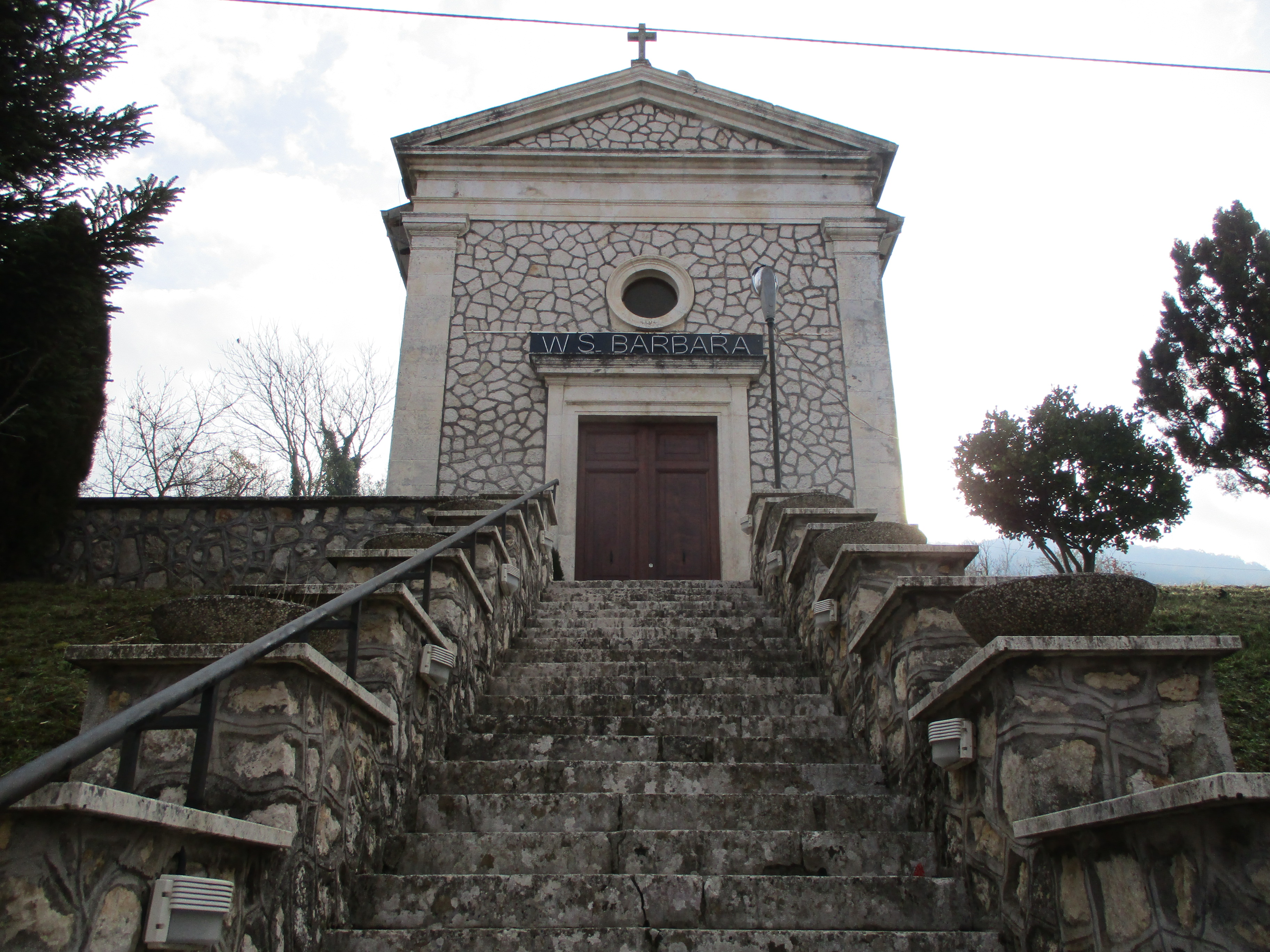
Chiesetta di Santa Barbara

Il 13 giugno si celebra annualmente la festa patronale in onore di sant'Antonio di Padova, patrono del comune di Capistrello. Durante l'estate viene organizzata la festa delle fragole presso l'altopiano della Renga.

## Cultura

### Cucina
Tra le ricette locali figurano le taccozzette, minestra con pasta e fagioli e i ranati, minestre tipiche della cucina povera rinascimentale di vari cereali come ceci, grano, fagioli e mais. La castagna Roscetta della valle Roveto è una varietà di castagna tipica della valle Roveto e inserita tra i prodotti agroalimentari tradizionali abruzzesi, unitamente al grano Solina, varietà autoctona di grano tenero coltivato anche nei piani Palentini.

## Geografia antropica

### Urbanistica
Il nucleo urbano di Capistrello è costituito principalmente dal borgo antico, situato alle pendici del monte Arezzo, e dal nucleo moderno edificato lungo il tracciato cittadino della strada statale 82 della Valle del Liri. Tra i rioni e le località figurano: Ricetto, che è il quartiere più antico, Camerata, Le Giorgìe, Baracche, Stazione, Santa Barbara, Polveriera, Casali, Pisciacotta, Giberghe e Collalto.

### Frazioni

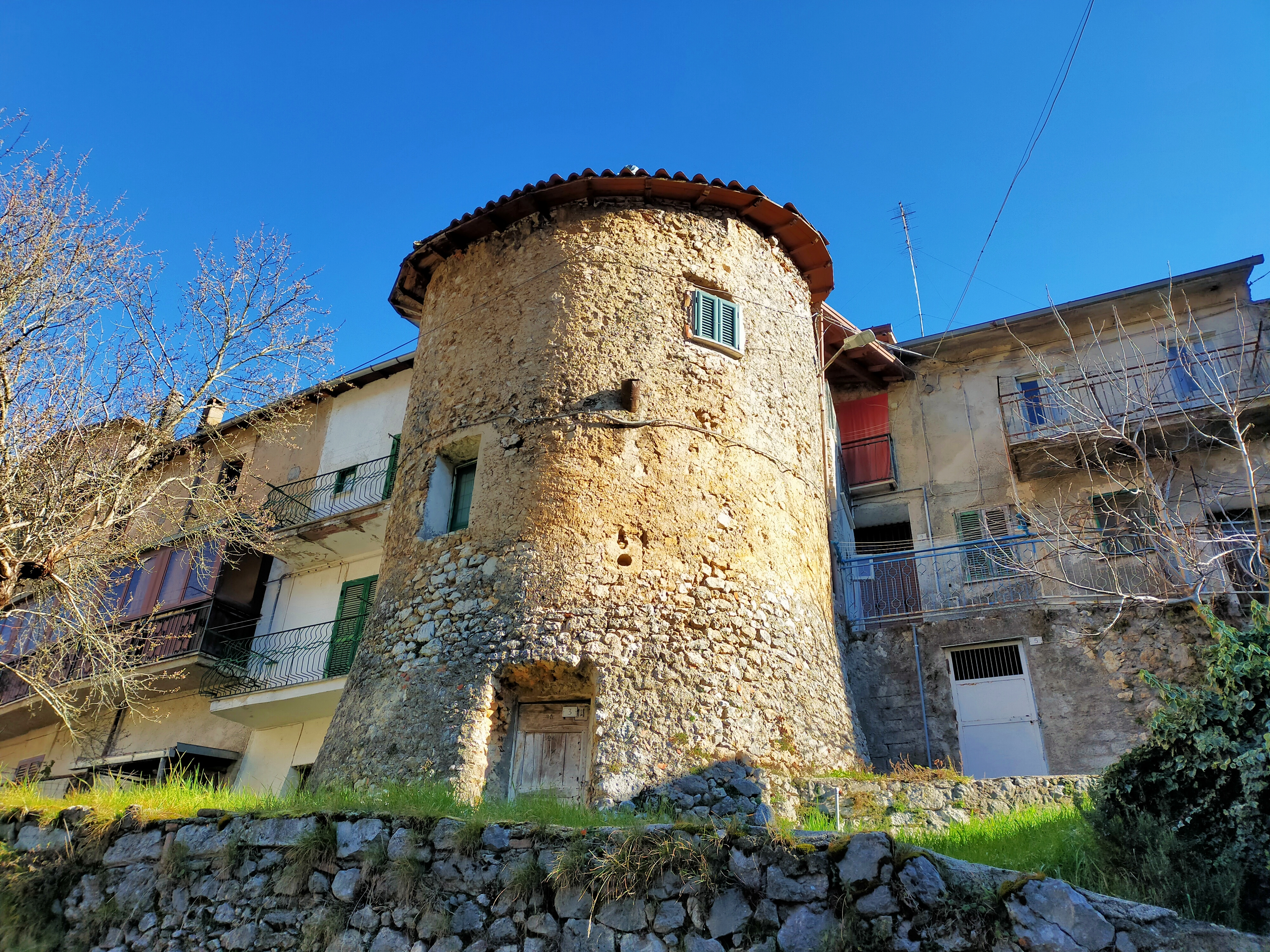
Torre connessa con il castello-palazzo De Ponte-Vetoli a Corcumello

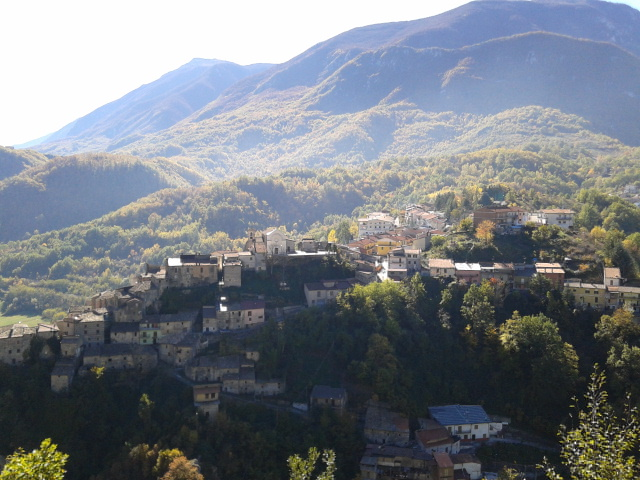
Veduta panoramica di Pescocanale

CorcumelloIl paese è posto a 744 m s.l.m. in un punto in cui in epoca medievale controllava lo sbocco fucense dell'antica via di comunicazione tra la valle di Nerfa (tramite Pagliara dei Marsi e il valico di Girifalco) e i piani Palentini. La struttura urbanistica del paese risale all'Alto Medioevo. La sua origine ha radici antiche quando il territorio era puntellato da alcuni insediamenti preitalici. Il toponimo deriverebbe dal nome altomedievale Corcinella, centro che fu sottoposto al controllo del normanno Roberto (noto come Roberto da Corcinella). Ben cinque chiese e i resti di un'abbazia benedettina fanno intuire il ruolo di primo piano che Corcumellum (nome medievale) ebbe in passato per la zona. Al centro del paese si trovano la chiesa di San Nicola e il castello-palazzo De Ponte-Vetoli edificato a cominciare dal XII secolo. Dopo la forte emigrazione del secondo dopoguerra il centro si è spopolato rispetto agli oltre 1 000 abitanti del periodo interbellico.
PescocanaleIl paese è situato su un'altura rocciosa della valle Roveto a quota 691 m s.l.m., sovrastante una strettoia del corso del fiume Liri. Il fosso di Rianza, a nord-ovest del paese, costituiva in epoca romana il confine dei territori controllati dai municipi di Antinum (Civita d'Antino) ed Alba Fucens. Delinea, dall'epoca medievale, il confine tra la diocesi dei Marsi di Avezzano e quella di Sora. Il parco fluviale Rianza è una zona d'interesse dal punto di vista naturalistico e paesaggistico.

### Altre località del territorio
- Colle Amico
- Cupone
- Santa Barbara

## Economia

### Turismo
Capistrello fa parte dell'associazione nazionale Borghi autentici d'Italia.

## Infrastrutture e trasporti

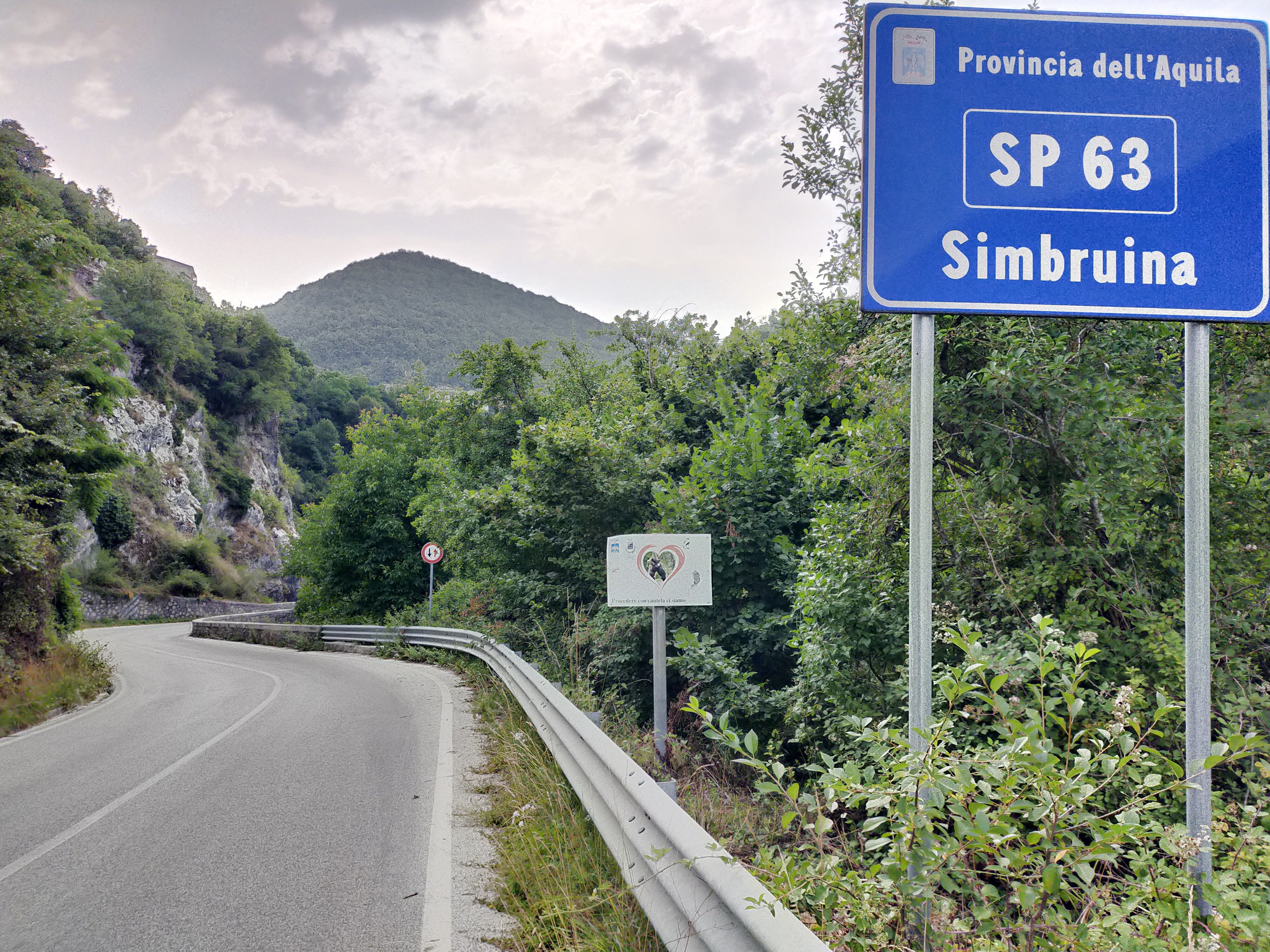
Tratto iniziale della strada 63 Simbruina

### Strade
La strada statale 690 Avezzano-Sora collega Capistrello a nord con Avezzano e a sud con Sora, servendola con l'omonimo svincolo; quello in ingresso di Santa Barbara è presente solo in direzione Avezzano. La strada statale 82 della Valle del Liri (Avezzano-Itri), attraversa il centro urbano. La strada statale 579 Palentina entra nel comune di Capistrello, attraversando, prima dell'innesto con la strada statale 82, il territorio della frazione di Corcumello. La strada provinciale 23 dell'Alto Liri collega il comune con i territori di Castellafiume e Cappadocia; la provinciale 63 Simbruina lo collega con l'altopiano della Renga, Campo Staffi, Filettino, Trevi nel Lazio e gli altipiani di Arcinazzo.

### Ferrovie
Il territorio di Capistrello è raggiunto dalla linea ferroviaria Avezzano-Roccasecca ed è servito da tre stazioni: quella principale di Capistrello e quelle di Cupone e Pescocanale.

## Amministrazione

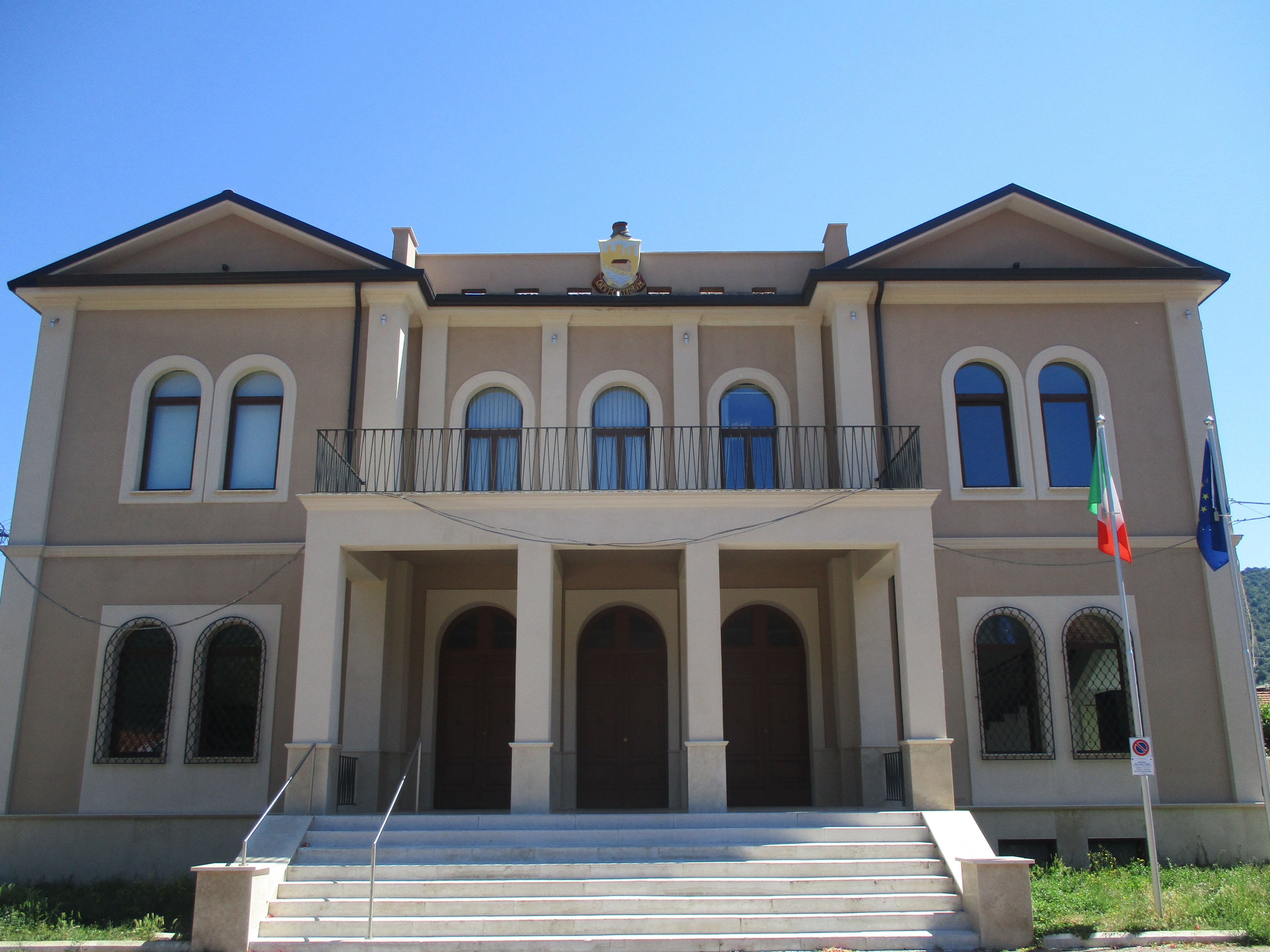
Municipio di Capistrello

Sul sito del Ministero dell'interno sono disponibili i dati di tutte le elezioni amministrative di Capistrello dal 1985 ad oggi.

## Sport

### Calcio
La squadra principale della città è stata l'US Capistrello 1948 che ha militato nel campionato di Eccellenza Abruzzo.

### Altri sport
La società podistica polisportiva atletica Capistrello ha organizzato negli anni novanta la competizione internazionale di corsa campestre denominata Cross Country dei Casali.

### Impianti sportivi
Lo stadio comunale "Vinicio D'Ascanio" di Capistrello in erba sintetica ospita gare di calcio e rugby.
Altre infrastrutture sportive consentono la pratica di vari sport come il karate, il taekwondo, il kick-boxing e le arti marziali.